# أليكسي بونيه
أليكسي بونيه (بالفرنسية: Alexis Ponnet)‏ من مواليد 9 مارس 1939، حكم كرة قدم بلجيكي دولي سابق.
حكم مباراتين في كأس العالم لكرة القدم 1982 ومباراة واحدة في كأس العالم لكرة القدم 1986، وقد حكم في كأس الأمم الأوروبية لكرة القدم 1988، وأدار المباراة النهائية في دوري أبطال أوروبا في عام 1987 بين بورتو وبايرن ميونخ.

## وصلات خارجية
- أليكسي بونيه على موقع Soccerway.com (الإنجليزية)
- أليكسي بونيه على موقع عالم كرة القدم.نت (الإنجليزية)